# Annike Krahn
Annike Berit Krahn (* 1. Juli 1985 in Bochum) ist eine ehemalige deutsche Fußballspielerin.

## Werdegang
Krahn begann mit vier Jahren mit dem Fußballspielen. Über Westfalia Weitmar, den SV Waldesrand Linden und den TuS Harpen kam sie 2002 zur SG Wattenscheid 09 und damit in die Regionalliga. Von 2004 bis 2012 spielte sie beim FCR 2001 Duisburg. Im Sommer 2012 verlängerte sie ihren auslaufenden Vertrag beim FCR nicht und wechselte zum französischen Erstligisten Paris Saint-Germain. Dort unterschrieb sie einen Zweijahresvertrag bis Ende Juni 2014, den sie bis zum Juli 2016 verlängerte. Im Mai 2015 gab sie ihren Abschied bekannt. Zur Saison 2015/16 verpflichtete Bayer 04 Leverkusen die zu diesem Zeitpunkt 117-fache Nationalspielerin.
Zum Ende der Saison 2016/17 beendete Annike Krahn ihre aktive Karriere. Am 29. Februar 2024 wurde bekannt, dass die geborene Bochumerin die sportliche Leitung der Frauen- und Mädchenfußballabteilung des VfL Bochum 1848 übernimmt.

## Nationalmannschaft
2004 wurde sie mit der U-19-Nationalmannschaft Vizeeuropameisterin wie auch Weltmeisterin. Am 28. Januar 2005 feierte sie beim Spiel gegen Australien ihr Debüt in der deutschen A-Nationalmannschaft. Mit der U-21-Nationalmannschaft gewann sie 2006 den Nordic Cup. 2007 wurde Krahn mit der deutschen Nationalmannschaft Weltmeisterin in China. Zu Beginn der Weltmeisterschaft nur Ersatzspielerin, wurde sie aufgrund der Verletzung von Sandra Minnert zur Stammspielerin und bildete mit Kerstin Stegemann, Ariane Hingst und Linda Bresonik eine Verteidigung, die keine Mannschaft bezwingen konnte.

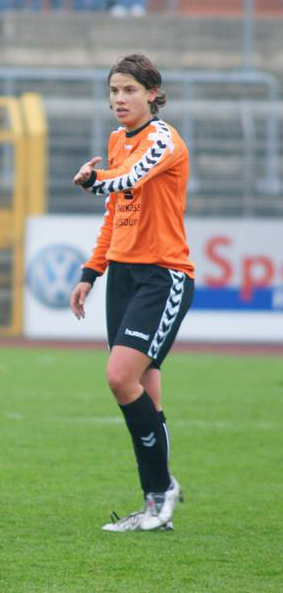
Krahn im Trikot des FCR Duisburg (2008)

Bei der WM 2011 in Deutschland gehörte sie erneut zum Mannschaftskader. In Schweden wurde sie bei der Fußball-Europameisterschaft der Frauen 2013 zum zweiten Mal Europameisterin.
Am 5. März machte sie beim Algarve-Cup 2014 ihr 100. Länderspiel. In einem Interview erzählte sie, dass sie nie damit gerechnet hatte, 100 Länderspiele zu machen, „weil es technisch nicht gereicht hätte“.
Am 24. Mai 2015 wurde sie von Bundestrainerin Silvia Neid in den endgültigen Kader für die Weltmeisterschaft 2015 in Kanada berufen. Am 26. November 2015 führte sie in ihrem 128. Länderspiel beim 0:0 in Duisburg gegen England die Nationalmannschaft für die verhinderte Stammkapitänin Saskia Bartusiak als Spielführerin aufs Feld.
2016 wurde Krahn für das olympische Fußballturnier der Frauen in Brasilien in den Kader der Nationalmannschaft aufgenommen. Beim 2:1-Sieg im Finale gegen Schweden gewann sie die Goldmedaille.
Nach dem Turnier im August 2016 trat sie aus der Nationalmannschaft zurück.

## Erfolge
- U-19-Weltmeisterin 2004
- U-19-Vizeeuropameisterin 2004
- Siegerin des U-21-Nordic Cup 2006
- Deutsche Vizemeisterin 2005, 2006, 2007, 2008, 2010
- Französische Vizemeisterin 2013, 2014, 2015
- Europameisterin 2009, 2013
- Weltmeisterin 2007
- Olympiasiegerin 2016
- Olympische Bronzemedaille 2008
- DFB-Pokal-Siegerin 2009 und 2010
- DFB-Pokal-Finalistin 2007
- Französische Pokalfinalistin 2014
- UEFA-Women’s-Cup-Siegerin 2009
- UEFA-Women's-Champions-League-Finalistin 2015
- Algarve-Cup-Siegerin 2006, 2012 und 2014

## Auszeichnungen
- Verdienstorden des Landes Nordrhein-Westfalen[13]
- Wahl in das All-Star-Team der EM 2013[14]

## Sonstiges
Krahn erwarb 2004 ihr Abitur an der Schiller-Schule Bochum und studierte Sport, Schwerpunkt Management, an der Ruhr-Universität Bochum. Während des Wintersemesters 2008/09 absolvierte sie ein Praktikum in der Marketingabteilung des VfL Bochum. 2010 schloss sie das Sportstudium als Diplom-Sportwissenschaftlerin ab und arbeitete danach beim Organisationskomitee der Frauenfußball-WM in Bochum.
Sie nahm mit der Popband Sportrock und Alexandra Popp den Song Fußballsommer auf. Die CD erschien am 20. Mai 2011.
Nach ihrer Rückkehr aus Paris arbeitete sie im neu eröffneten Deutschen Fußballmuseum in Dortmund, bevor sie nach ihrem Karriereende beim Fußball- und Leichtathletik-Verband Westfalen als Projektkoordinatorin anfing. Zeitgleich absolvierte sie bei der UEFA einen Masterstudiengang (UEFA MIP).